# Île Sainte-Marie
Nosy Boraha, più comunemente nota come Île Sainte-Marie, è un'isola del Madagascar, al largo della costa nordorientale. Da un punto di vista amministrativo appartiene alla provincia di Toamasina. È lunga 60 km e larga 10 km.

## Storia
Il nome di Île Sainte-Marie è associato alla storia della pirateria. Fra il XVII e il XVIII secolo, infatti, l'isola fu scelta come base da numerosi gruppi di pirati e bucanieri che depredavano le flotte mercantili di ritorno dalle Indie Orientali. Fra gli altri, vissero a Sainte-Marie William Kidd, Robert Culliford, Olivier Levasseur, Henry Every, Abraham Samuel e Thomas Tew. I pirati si integrarono con le popolazioni del luogo, dando origine a un gruppo etnico di sangue misto, che prese il nome di Zana-Malata.

## Economia

### Turismo
Oggi, Sainte-Marie è una delle località più importanti per il turismo in Madagascar. È rinomata soprattutto per il whale watching; ogni anno, grandi gruppi di megattere provenienti dall'Antartico migrano fino allo stretto fra Saint-Marie e il Madagascar per riprodursi.

## Fauna e flora
Oltre alla fauna e alla flora dei fondali marini, a Saint-Marie si trovano numerose specie di lemuri e orchidee; fra queste, la rinomata "Regina del Madagascar" (Eulophiella roempleriana). Si trovava a Saint-Marie anche il Coua delalandei, una specie di cuculo particolarmente elegante e non parassita, oggi estinto.